# Rob Ruijgh

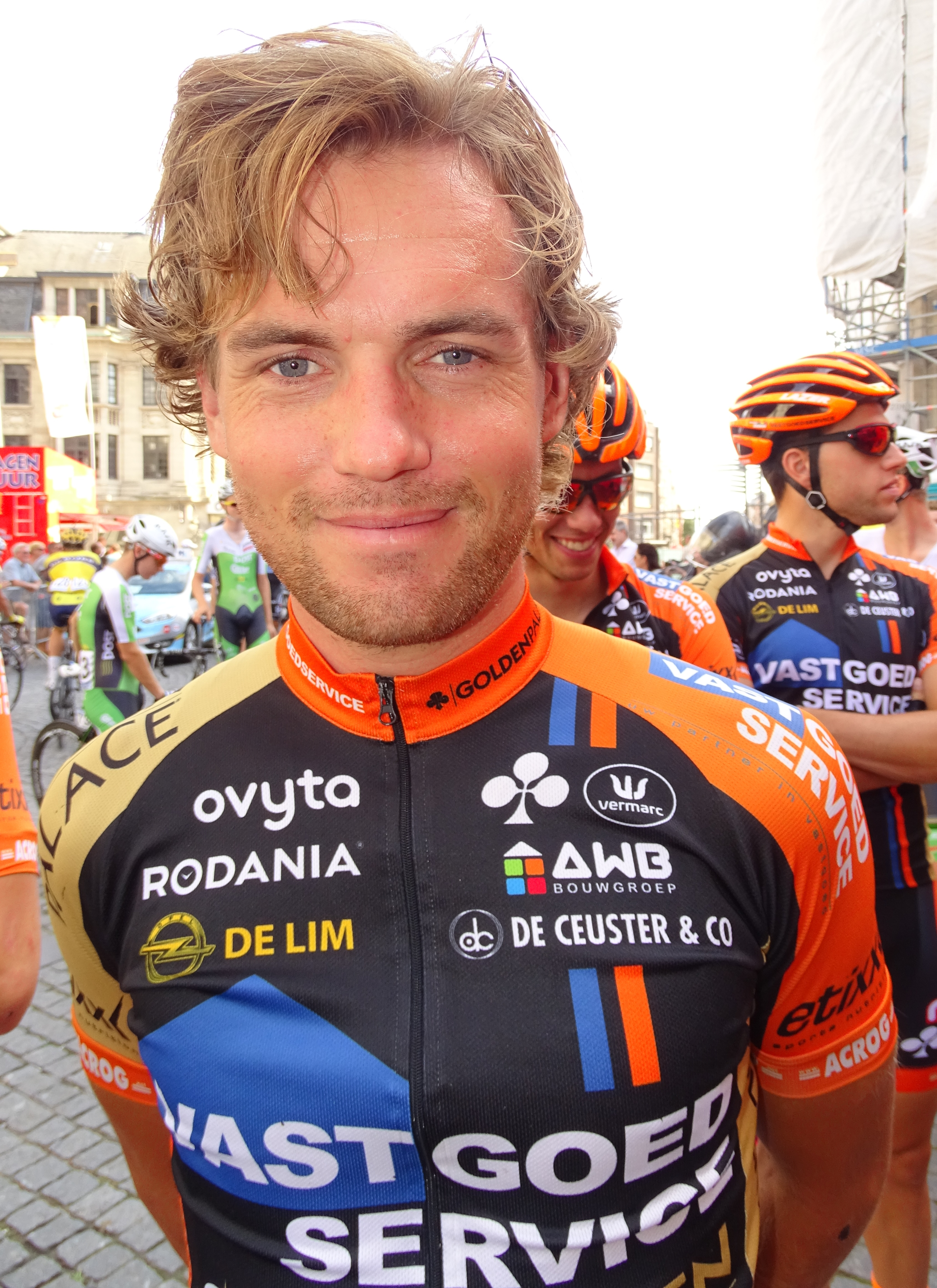
Rob Ruijgh (2015)

Rob Ruijgh (* 12. November 1986 in Heerlen) ist ein ehemaliger niederländischer Radrennfahrer.
Rob Ruijgh gewann 2004 die Junioren-Rundfahrt Giro della Lunigiana. Im nächsten Jahr fuhr er als U23-Fahrer für das belgische Continental Team Amuzza.com-Davo. Dort gewann er die zweite Etappe beim OZ Wielerweekend und wurde Dritter in der Gesamtwertung. Daraufhin wechselte er zu Rabobank Continental, dem Farmteam des niederländischen ProTeams Rabobank.
Zum Ablauf der Saison 2009 fuhr Ruijgh als Stagiaire beim Professional Continental Team Vacansoleil, wo er 2010 einen regulären Vertrag erhielt. Ab 2011 erhielt das Team eine Lizenz als ProTeam besaß. Ruijgh bestritt für Vacansoliel vier „Grand Tours“, wobei seine beste Platzierung Rang 21 bei der Tour de France 2011 war.
Nachdem Vacansoleil zum Saisonende 2013 geschlossen worden war, wechselte Ruijgh 2014 zum Vastgoedservice-Golden Palace Continental Team, für welches er das Memorial Philippe Van Coningsloo gewann. Im Jahr 2017 gewann er für das Team Tarteletto-Isorex die Gesamtwertung der Tour of Iran und beendete bei dieser Mannschaft nach Ablauf der Saison 2018 seine Radsportlaufbahn.

## Erfolge

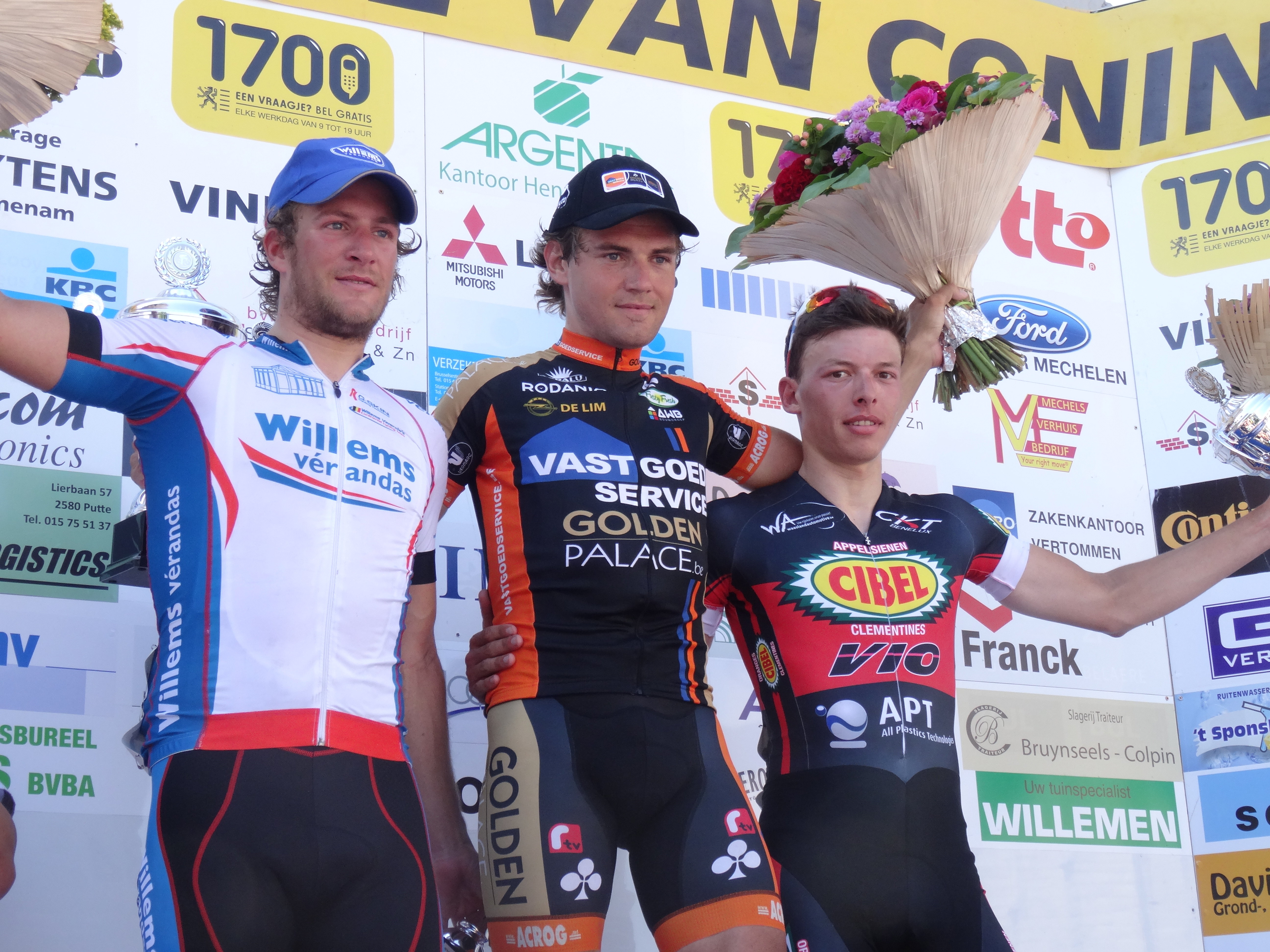
Memorial Philippe Van Coningsloo 2014: Nicolas Vereecken (2), Rob Ruijgh (1) & Oliver Naesen (3).

2005
- eine Etappe OZ Wielerweekend

2014
- Memorial Philippe Van Coningsloo

2017
- Gesamtwertung Tour of Iran

## Grand-Tour-Platzierungen
| Grand Tour            | 2011 | 2012 | 2013 | 2014 | 2015 | 2016 | 2017 | 2018 |
| --------------------- | ---- | ---- | ---- | ---- | ---- | ---- | ---- | ---- |
| Giro d’ItaliaGiro     | −    | −    | 54   | −    | −    | −    | −    | −    |
| Tour de FranceTour    | 21   | DNF  | −    | −    | −    | −    | −    | −    |
| Vuelta a EspañaVuelta | −    | DNF  | −    | −    | −    | −    | −    | −    |

## Teams
- 2005 Amuzza.com-Davo
- 2006–2007 Rabobank Continental
- 2008 Team Sparkasse
- 2009 Vacansoleil (Stagiaire)
- 2010–Vacansoleil-DCM
- 2014–2016 Vastgoedservice-Golden Palace Continental Team / Crelan-Vastgoedservice Continental Team
- 2017–2018 Tarteletto-Isorex